# Shadow Creature
Shadow Creature (Cauchemar sanglant) est un film américain d'horreur réalisé par James Gribbins, sorti en 1995.

## Synopsis
La police de Cleveland est aux abois : des meurtres en série d'une brutalité extrême se multiplient. Les corps mutilés des victimes semblent avoir été partiellement dévorés et pire encore, recouverts d'un mystérieux dépôt visqueux d'une origine totalement inconnue...

## Distribution
- Scott Heim : La créature
- Shane Minor
- Tracey Godard
- Denois Keefe